# Tetrasomia chromosomu X
Tetrasomia chromosomu X, zespół XXXX − zespół polegający na obecności dwóch dodatkowych chromosomów X u kobiety. Ta bardzo rzadka aneuploidia została zidentyfikowana po raz pierwszy w 1961 roku. W sumie na całym świecie stwierdzono dotąd około stu tego typu przypadków. Kobiety z tetrasomią chromosomu X mają po trzy ciałka Barra w komórkach somatycznych. Przyczyną tetrasomii chromosomu X, tak jak i innych aneuploidii dotyczących tego chromosomu - zespołu Turnera (45,X0) i trisomii chromosomu X - są zaburzenia w koniugacji i segregacji chromosomów podczas procesu mejozy.

Przeczytaj ostrzeżenie dotyczące informacji medycznych i pokrewnych zamieszczonych w Wikipedii.